# Detektiv Conan – Die Partitur des Grauens
Detektiv Conan – Die Partitur des Grauens (japanisch 名探偵コナン 戦慄の楽譜, Meitantei Konan: Senritsu no Furu Sukoa) ist der zwölfte Kinofilm zur Manga- und Animeserie Detektiv Conan aus dem Jahr 2008.

## Film

### Veröffentlichung in Japan
Er startete am 19. April 2008 in den japanischen Kinos.

### Veröffentlichung in Deutschland
In Deutschland erschien der Film am 25. Mai 2009 bei Kazé Anime auf DVD. Die deutsche Erstausstrahlung fand am 2. und 3. Februar 2011 als Zweiteiler bei RTL II statt.

### Musikstücke im Film
Im Mittelpunkt des Filmes steht die klassische Musik. Das Lied Amazing Grace nimmt dabei eine prominente Rolle ein. Insgesamt tauchen im Film folgende Stücke auf:
- Sonate Nr. 3 in A-Dur von Ludwig van Beethoven
- Ellens Gesang III Hymne an die Jungfrau, D 839, Op. 52 Nr. 6 von Franz Schubert
- Toccata und Fuge in D-Moll, BWV 656
- Ave Maria von Charles Francois Gounod
- Amazing Grace
- Wohl mir, dass ich Jesum habe von Johann Sebastian Bach
- „He shall feed his flock“ aus Messiah (HWV 56) von Georg Friedrich Händel
- Chaconne in g-Moll

## Handlung
In der Domoto-Musik Akademie ereignet sich eine Explosion. Dabei werden drei Musiker getötet und die Musikerin Soko Kawabe verletzt. Alle waren zum Zeitpunkt der Explosion in einer Probe an der Akademie. Es wird am Tatort das Mittelstück einer Querflöte gefunden. Conan Edogawa beobachtet am Tag danach in der Nähe des Tatortes einen alten Mann, der eine Klaviertaste aufhebt.
An der Akademie wurde eine Musikhalle gebaut, errichtet von der Firma der Freundin von Ran Mori, Sonoko Suzuki. Es soll bei dem Konzert eine besondere Orgel aus Deutschland benutzt werden. Dafür ist auch ein Orgelstimmer aus Deutschland, Hans Müller, angereist. Im Verlaufe des Filmes geschehen einige Angriffe auf die Hauptsopranistin des Konzertes, Reiko Akiba. So wird ihr Tee vergiftet, um ihre Stimme zu schädigen, ein Lastwagen verfolgt sie und ein Scharfschütze schießt sie an.
Ein anderer Musiker wird durch eine Gasexplosion in seinem Haus getötet. Auch an diesem Ort wird ein Stück einer Querflöte gefunden.
Kurz nach der Generalprobe, bei dem auch der Orgelstimmer nicht aufgetaucht ist, werden Reiko und Conan, die nach ihm suchen, niedergeschlagen. Sie haben kurz zuvor bei der Generalprobe, da beide ein absolutes Gehör haben, einen veränderten Ton an der Orgel bemerkt. Beide wachen unverletzt auf einem Boot auf. Sie schaffen es durch einen Trick mit Tonsequenzen den Notruf an einer höhergelegenen Station zu betätigen. Sie werden von einem Polizeihubschrauber, besetzt mit den Kommissaren Takagi und Sato, mitgenommen, der sich auf dem Weg zur Konzerthalle befindet. Dort hatte sich kurz nach Beginn des Konzertes eine Explosion ereignet.
Als die vier an der Halle eintreffen, sind bereits weitere Bomben explodiert. Sie betreten das Gebäude deshalb über den Dacheingang. Conan hat bereits herausgefunden, wann eine Bombe explodiert. Eine Bombe explodiere, wenn die Luft durch die Orgelpfeife mit einem Sensor fließt. Dieser Sensor würde den veränderten Ton erzeugen. Deshalb hätte der Täter sowohl den Orgelstimmer als auch Conan und Reiko Akiba vom Konzert fernhalten wollen, da alle drei den veränderten Ton bemerkt hätten. Im Inneren des schalldichten Raumes der Konzerthalle ist das Konzert im vollen Gange, die Explosionen außen wurden nicht gehört. Den Beitrag, den Reiko hätte singen sollen, singt die Studentin der Akademie, Rara Chigusa.
Reiko Akiba bemerkt, dass der Ton oft genug im Konzert vorkommt, um die Halle zu sprengen. Um Conan genug Zeit zu geben den Täter zu stellen, beginnt sie das Lied Amazing Grace zu singen, welches den Ton nicht enthält. Sie schafft es nach anfänglicher Verwirrung der Musiker, dass Domoto beginnt das Lied auf der Orgel zu spielen. Sowohl Ran, als auch Conan fühlen sich bei dem Lied an etwas erinnert, können es aber nicht zuordnen.
In dieser Zeit schafft es Conan den Sensor zu entfernen und den Täter zu überführen. Er wird von den Kommissaren der Polizei verhaftet.
Im Anschluss an das Konzert stehen Ran und die anderen am Wald neben der Halle. Ran hört eine Person Geige spielen und erkennt darin ihren Freund Shinichi, läuft dem Spiel entgegen, findet aber nur Conan, der ihr eine Botschaft von Shinichi übermittelt.
Im Epilog erfahren Ran und Shinichi, dass beide vor Jahren Reiko am Flussufer das Lied Amazing Grace haben singen hören. Sie hat dies damals für ihren verstorbenen Verlobten gesungen, den Sohn von Takumi Fuwa, des ehemaligen Orgelstimmers von Domoto.

## Besetzung und Synchronisation
| Figur                         | Japanischer Sprecher (Seiyū) | Deutscher Sprecher    |
| ----------------------------- | ---------------------------- | --------------------- |
| Conan Edogawa                 | Minami Takayama              | Tobias Müller         |
| Shin’ichi Kudō (Stimme)       | Kappei Yamaguchi             | Tobias Müller         |
| Ran Mōri                      | Wakana Yamazaki              | Giuliana Jakobeit     |
| Kogorō Mōri                   | Akira Kamiya                 | Jörg Hengstler        |
| Ai Haibara                    | Megumi Hayashibara           | Andrea Kathrin Loewig |
| Ayumi Yoshida                 | Yukiko Iwai                  | Julia Meynen          |
| Mitsuhiko Tsuburaya           | Ikue Ōtani                   | Fabian Hollwitz       |
| Genta Kojima                  | Wataru Takagi                | Michael Iwannek       |
| Inspektor Wataru Takagi       | Wataru Takagi                | Karlo Hackenberger    |
| Professor Hiroshi Agasa       | Ken’ichi Ogata               | Rüdiger Evers         |
| Sonoko Suzuki                 | Naoko Matsui                 | Jill Böttcher         |
| Kommissar Jūzō Megure         | Chafûrin                     | Klaus-Dieter Klebsch  |
| Kommissarin Miwako Sato       | Atsuko Yuya                  | Gundi Eberhard        |
| Inspektor Ninzaburō Shiratori | Kazuhiko Inoue               | Alexander Doering     |
| Kazuki Domoto                 | Nobue Tanaka                 | Kaspar Eichel         |
| Genya Domoto                  | Kôsuke Meguro                | Jaron Löwenberg       |
| Reiko Akiba                   | Houko Kuwashima              | Ulrike Stürzbecher    |
| Rara Chigusa                  | Yûko Mizutani                | Catrin Dams           |
| Takumi Fuwa                   | Eisuke Yoda                  | Eberhard Prüter       |
| Hans Müller                   | Francis Pol                  | Elmar Gutmann         |
| Shion Yamane                  | Mami Kingetsu                | Aline Staskowiak      |

## Rezeption
Laut moviebreak soll der Film zwar zum Teil „erzählerische […] Mängel“ haben, jedoch werden die Darstellung der „Detektivarbeit“ und die Musik gelobt. Das Finale sei „gelungen“. Cinema lobt zwar die Rätsel im Zusammenhang mit dem Thema des Filmes, der Musik, kritisiert aber „zu viel Leerlauf“. Sofahelden.com beschreibt, dass der Film dadurch bestechen würde, dass man mehr über die Beziehung zwischen den Figuren von Ran und Shinichi erfahre.